# Krzaczyna
Krzaczyna (niem. Buschverwerk) – wieś, do 1959 wieś gromadzka, następnie w granicach miasta Kowary w województwie dolnośląskim, w powiecie karkonoskim.
Leży na wysokości 460–530 m n.p.m., na pograniczu Karkonoszy, Rudaw Janowickich i Kotliny Jeleniogórskiej w Sudetach Zachodnich.

## Historia
Na terenie wsi dawniej istniała karczma wzmiankowana w 1427. W latach 1454–60 należała do rodu von Zedlitz, następnie do von Schaffgotschów. Na początku XIX w. była dominium tej rodziny. W 1830 przebywał tutaj nowelista Karl von Waschsmann. Podczas II wojny światowej nad wsią rozpoczęto drążenie sztolni pod podziemną fabrykę, przy której pracowali więźniowie miejscowego obozu pracy.
Była wieś o rozrzuconej zabudowie u podnóża wzniesienia Kowarski Grzbiet na prawym brzegu Maliny o przemysłowo-rolniczym charakterze; od południa otoczona lasami a od północy pola rolne. 

## Historia administracyjna
Dawniej samodzielna wieś i gmina jednostkowa. Od 1945 w Polsce, gdzie ustanowiła gromadę w gminie Karpacz w powiecie jeleniogórskim w województwie wrocławskim. W związku z reformą administracyjną kraju jesienią 1954 Krzaczyna weszła w skład nowo utworzonej gromady Ścięgny. 31 grudnia 1959 Krzaczynę wyłączono z gromady Ścięgny, włączając ją do miasta Kowar w tymże powiecie.